# Аляпкин, Иван Матвеевич
Ива́н Матве́евич Аля́пкин (29 июля 1921 — 3 августа 1951) — советский солдат, механик-водитель танка 181-й танковой бригады 18-го танкового корпуса 5-й гвардейской танковой армии 2-го Украинского фронта. Герой Советского Союза (10.03.1944), старшина.

## Биография
Родился в семье крестьянина. Окончил начальную школу. Работал в совхозе.

### Великая Отечественная война
С 1942 года — в рядах Красной Армии; с этого же времени — на фронте. С осени 1943 года Аляпкин становится механиком-водителем танка 181-й танковой бригады. В октябре этого же года в бою у населённого пункта Орлово экипаж Аляпкина уничтожил пять пулемётных точек и два противотанковых орудия неприятеля. В ходе сражения танк был подбит, и старшина, несмотря на ранение, вывел машину из боя и спас командира, также получившего ранение.

Указом Президиума Верховного Совета СССР от 10 марта 1944 года за образцовое выполнение боевых заданий командования на фронте борьбы с немецко-фашистскими захватчиками и проявленные при этом мужество и героизм старшине Аляпкину Ивану Матвеевичу присвоено звание Героя Советского Союза с вручением ордена Ленина и медали «Золотая Звезда».

### Послевоенные годы
После войны демобилизовался. Проживал и работал в Беднодемьяновске. Умер 3 августа 1951 года.

## Увековечение памяти

Бюст на Аллее Героев в Спасске

- Бюст Ивана Аляпкина установлен на Аллее Героев в парке города Спасска Пензенской области.
- На здании управления автотранспортного предприятия г. Спасска Пензенской области установлена мемориальная доска Ивану Аляпкину.
- Именем Аляпкина названа одна из улиц г. Спасска Пензенской области.

## Награды
- Медаль «Золотая Звезда» Героя Советского Союза (10.03.1944, медаль № 3599)
- Орден Ленина (10.03.1944)
- Медаль «За отвагу» (22.08.1943)